# 11 de septiembre
El 11 de septiembre es el 254.º (ducentésimo quincuagésimo cuarto) día del año —el 255.º (ducentésimo quincuagésimo quinto) en los años bisiestos— en el calendario gregoriano. Quedan 111 días para finalizar el año.
Desde 2001, la fecha ha sido principalmente marcada por los atentados terroristas que ocurrieron en Estados Unidos ese año. La fecha también es conocida en Iberoamérica por el golpe de Estado chileno de 1973, que derrocó al presidente socialista Salvador Allende.

## Acontecimientos
- 9: en Germania Magna finaliza la Batalla del bosque de Teutoburgo, donde el Imperio Romano sufre la mayor derrota de su historia, fijándose el Rin como la frontera entre el Imperio y los llamados bárbaros durante los siguientes cuatrocientos años.[1][2][3][4]
- 813: en Aquisgrán, Luis el Piadoso es coronado rey.
- 910: en Francia, Guillermo I de Aquitania funda la abadía de Cluný.
- 1185: Isaac II Ángelo mata a Esteban Hagiocristoforites y hace un llamamiento al pueblo, resultando la revuelta que depuso a Andrónico I Comneno y situó a Isaac en el trono del Imperio bizantino.
- 1226: comienza la práctica católica de la adoración eucarística.
- 1297: en la batalla del Puente de Stirling, los escoceses de William Wallace derrotan a los ingleses.
- 1498: en las localidades de Tokaido y Kii (Japón), a las 8:00 (hora local) sucede un violento terremoto de magnitud 8,3 en la escala sismológica de Richter, dejando un saldo de decenas de muertos. (Ver Terremotos anteriores al siglo XX).
- 1541: en Chile, las fuerzas del cacique Michimalonco atacan y destruyen la recientemente fundada ciudad de Santiago de la Nueva Extremadura, hoy conocida como Santiago de Chile.
- 1541: en Guatemala, un terremoto destruye totalmente la ciudad de Guatemala.
- 1552: en Chile, un  terremoto destruye la ciudad de Santiago.
- 1609: Henry Hudson es el primer europeo que llega a la isla de Manhattan.
- 1609: en España se da la orden de expulsión contra los musulmanes no convertidos de Valencia; este será el inicio de la expulsión de todos los musulmanes de España.
- 1640: en el puerto de La Habana, un huracán destruye la flota de 36 navíos del almirante neerlandés Pata de Palo (Cornelius Jol).
- 1649: finaliza el asedio de Drogheda: las tropas parlamentaristas de Oliver Cromwell toman la ciudad y masacran su guarnición.
- 1683: victoria de Austria y Polonia contra el Imperio otomano en la batalla de Kahlenberg que puso fin al sitio de Viena.
- 1697: victoria decisiva de Austria contra el Imperio otomano en la batalla de Zenta.
- 1709: Gran Bretaña, Países Bajos y Austria luchan contra Francia (batalla de Malplaquet).
- 1714: finaliza el asedio de Barcelona que se rinde a las tropas borbónicas en la Guerra de Sucesión Española. Se pone fin a la guerra.
- 1766: en España, Carlos III de España admite a los aborígenes americanos en las comunidades religiosas y los acepta para cargos civiles.
- 1777: en Estados Unidos se produce la batalla de Brandywine, una de las confrontaciones bélicas de la guerra de Independencia estadounidense.
- 1786: comienza la Convención de Annapolis.
- 1789: en los Estados Unidos, Alexander Hamilton es nombrado primer secretario de Estado del Tesoro.
- 1792: en Inglaterra, seis hombres entran en la casa destinada al depósito de las joyas y roban el Diamante Hope junto con otras joyas de la Corona británica.
- 1802: Francia se anexa el Piamonte italiano.
- 1810: en Buenos Aires (Argentina) se inaugura la Academia de Matemáticas.
- 1814: Batalla de Plattsburgh.
- 1826: William Morgan es secuestrado y jamás vuelto a ver vivo.
- 1829: en Tampico (Tamaulipas, México) el general Antonio López de Santa Anna derrota al ejército español (Batalla de Tampico (1829)) que planeaba reconquistar México, al mando del brigadier Isidro Barradas (expedición Barradas).
- 1830: Ecuador aprueba su primera constitución como país independiente.
- 1838: en Álamos (Sonora, México) el diputado Antonio Almada y Alvarado se somete a la presidencia de Anastasio Bustamante.
- 1847: en un bar de Pittsburgh (Pensilvania) se interpretan por primera vez las notas de la canción de Stephen Foster, Oh! Susanna.
- 1852: revolución en Buenos Aires: el Estado de Buenos Aires se separa de la Confederación Argentina.
- 1856: en León, representantes de los bandos legitimista y democrático firman el "Pacto Providencial" para enfrentar, derrotar y expulsar de Centroamérica a los filibusteros de William Walker, se constituye así un Ejército Aliado formado por Nicaragua, Honduras, El Salvador y Guatemala.
- 1856: cerca de Tipitapa (Nicaragua), llegan a la hacienda San Jacinto los 60 indios flecheros de Yucul, Matagalpa, al mando del capitán Francisco Sacasa, para reforzar a los 100 efectivos del Ejército del Septentrión y que 3 días después participarán en la Batalla de San Jacinto.
- 1857: ocurre la Masacre de Mountain Meadows.
- 1869: se completan los trabajos del monumento Wallace.
- 1875: en México se establece la Academia Mexicana de la Lengua.
- 1886: en Barcelona se celebra la primera conmemoración del sitio de Barcelona (1714) que luego devendrá en el Día de Cataluña (Diada).[5]
- 1887: en Paraguay es fundado el Partido Colorado o Asociación Nacional Republicana, a manos del general Bernardino Caballero.
- 1891: una inundación asola Consuegra (provincia de Toledo), muriendo 360 personas.
- 1893: tiene lugar la primera conferencia del Parlamento Mundial de las Religiones.
- 1897: en Etiopía, generales de Menelik II capturan (después de meses de persecución) a Gaki Sherocho, el último rey del Reino de Kaffa, lo cual significó el final de este antiguo reino.
- 1906: Mahatma Gandhi inicia su Movimiento de No Violencia.
- 1911: en Murfreesboro (Tennessee) se funda la escuela normal Middle Tennessee (actualmente Middle Tennessee State University).
- 1911: nace el cantante Ignacio Jacinto Villa Fernández, más conocido como Bola de Nieve.
- 1914: Australia invade Nueva Bretaña, derrotando al contingente alemán allí presente.
- 1916: el puente de Quebec (Canadá) se cae por segunda vez, muriendo 11 hombres. El puente se había caído por primera vez el 29 de agosto de 1907.
- 1918: el equipo de béisbol Boston Red Sox gana la Serie Mundial, lo cual no volvería a lograr hasta 86 años después, el 27 de octubre de 2004.
- 1919: los marines de Estados Unidos invaden Honduras.
- 1921: el actor estadounidense Fatty Arbuckle es arrestado por violación. Más tarde resultará absuelto de la acusación.
- 1922: empieza el Mandato Británico de Palestina.
- 1924: en Chile, mediante un pronunciamiento militar, se forma una Junta de gobierno, en la que se pone fin al período conocido como "Parlamentarismo", paralelamente el presidente Arturo Alessandri Palma, renuncia a su cargo temporalmente.
- 1926: en Roma (Italia) en un atentado contra Benito Mussolini resultan heridos ocho transeúntes.
- 1929: primer vuelo del autogiro (antecedente del helicóptero) cruzando el Canal de la Mancha.
- 1930: en Italia, hace erupción el volcán Stromboli.
- 1939: en Francia desembarcan las primeras tropas británicas (Segunda Guerra Mundial).
- 1940: George Stibitz, hace la primera operación remota desde un teléfono hacia una computadora.
- 1941: el presidente estadounidense Franklin Delano Roosevelt ordena a la Armada que dispare contra cualquier buque alemán en aguas entre la costa oriental de Estados Unidos e Islandia (en la Segunda Guerra Mundial).
- 1941: en los Estados Unidos empiezan las excavaciones para la construcción del Pentágono.
- 1943: el transatlántico italiano Conte di Savoia es hundido en Venecia por la aviación alemana (en la Segunda Guerra Mundial).
- 1943: las tropas alemanas ocupan Córcega y Kosovo-Metohija.
- 1943: en Minsk y Lida, los nazis comienzan el exterminio del gueto judío.
- 1944: las primeras tropas aliadas del ejército de Estados Unidos cruzan la frontera oeste de la Alemania nazi (Segunda Guerra Mundial).
- 1944: la Real Fuerza Aérea británica bombardeó la ciudad de Darmstadt matando a 11 500 civiles.
- 1948: Henri Queuille se convierte en primer ministro de Francia.
- 1951: Florence Chadwick atraviesa nadando el Canal de la Mancha desde Inglaterra hasta Francia, siendo la primera mujer que completó la travesía en ambas direcciones.
- 1954: Primera elección televisada de Miss América.
- 1960: en Roma se clausura la XVII Olimpiada.
- 1961: Se instala la primera oficina del  Fondo Mundial para la Naturaleza (WWF - World Wide Fund for Nature).
- 1961: en los Estados Unidos, una pareja de estadounidenses llamados Betty y Barney Hill afirman haber sido abducidos por extraterrestres.
- 1962: en Londres (Reino Unido), la banda británica de rock The Beatles terminan de grabar su primer sencillo Love Me Do.
- 1964: en el Área U9bd del Sitio de pruebas atómicas de Nevada (a unos 100 km al noroeste de la ciudad de Las Vegas), a las 6:00 (hora local), Estados Unidos detona a 180 m bajo tierra su bomba atómica Spoon, de 0.2 kilotones. Es la bomba n.º 385 de las 1132 que Estados Unidos detonó entre 1945 y 1992.
- 1965: a Vietnam llega la Primera División de Caballería estadounidense.
- 1967: desde la superficie de la Luna, la sonda Surveyor 5 envía los resultados de los análisis químicos realizados en el suelo del satélite.
- 1968: un avión de la compañía Air Inter que hacía el vuelo Niza-Ajaccio desaparece en el mar Mediterráneo, muriendo 95 personas.
- 1970: en los Estados Unidos, la empresa Ford Motors Company presenta el nuevo modelo Ford Pinto.
- 1972: en Múnich se clausura la XX Olimpiada.
- 1973: en Chile, la totalidad de las Fuerzas Armadas y de la policía uniformada chilena mayormente lideradas por los generales Augusto Pinochet, Gustavo Leigh, José Toribio Merino y César Mendoza perpetran un golpe de Estado derrocando al gobierno socialista del presidente Salvador Allende. El suicidio resultante de Allende daría inicio a la dictadura militar que duraría diecisiete años.
- 1974: el vuelo 212 de Eastern Air Lines se estrella en Carolina del Norte, muriendo 69 pasajeros y 2 tripulantes.
- 1976: en las costas de Valparaíso, Chile, durante la operación UNITAS ocurre la batalla de Marga Marga. Aún no se aclaran los hechos (gran secretismo por parte de los gobiernos), pero se rumorea que se atacó un submarino peruano (crisis de 1975).
- 1977: en la ciudad de Puerto Elizabeth (Sudáfrica), el activista negro antiapartheid Steve Biko (30), en coma por una hemorragia cerebral tras ser torturado (y posiblemente golpeado con un palo en la cabeza) durante 22 horas de interrogatorio, es innecesariamente trasladado (esposado y desnudo) para ser atendido en Pretoria (1100 km), donde fallecerá al día siguiente debido a las malas condiciones del viaje.
- 1977: el tenista argentino Guillermo Vilas, vence en el torneo de Forest Hills a Jimmy Connors y se convierte en el primer y hasta ahora único argentino en conquistar el segundo lugar de la clasificación mundial
- 1977: un millón de personas se manifiestan en la ciudad de Barcelona para pedir el retorno de las instituciones de autogobierno, con ocasión de la Diada, fiesta nacional de Cataluña.
- 1978: en Camp David se encuentran Jimmy Carter (presidente de Estados Unidos), Anwar el-Sadat (presidente de Egipto) y Menájem Beguín (primer ministro de Israel), y acuerdan un marco para la paz entre Israel y Egipto y una paz extensa en Oriente Medio.
- 1980: en Chile se aprueba en referéndum la nueva constitución que confirma a Augusto Pinochet como presidente de Chile.
- 1982: las fuerzas internacionales que estaban garantizando la seguridad de los refugiados palestinos, abandonan Líbano tras la invasión por parte de Israel. Cinco días después, varios miles de refugiados son masacrados en los campos de refugiados de masacre de Sabra y Chatila por falangistas cristianos maronitas.
- 1982: en México, Miguel de la Madrid es nombrado oficialmente presidente.
- 1984: en la isla de La Gomera (islas Canarias) mueren 22 personas en un incendio forestal, entre ellas Francisco Afonso (gobernador de Santa Cruz de Tenerife).
- 1986: en el Área U3kz del Sitio de pruebas atómicas de Nevada (a unos 100 km al noroeste de la ciudad de Las Vegas), a las 6:57 (hora local), Estados Unidos detona a 503 m bajo tierra su bomba atómica Charleston, de 0.1 kilotones. Es la bomba n.º 1049 de las 1132 que Estados Unidos detonó entre 1945 y 1992.
- 1987: en los Estados Unidos, el presentador principal de CBS Evening News, Dan Rather, enfadado por haber sido reemplazado por un partido de tenis, se marcha del plató, dejando a los telespectadores con una mesa de noticias vacía durante seis minutos.
- 1989: el telón de acero se abre entre la Hungría comunista y Austria. Desde Hungría, miles de alemanes del Este salen en tropel hacia Austria y Alemania Occidental.
- 1991: la Unión Soviética decide retirar sus tropas de Cuba, calculadas en 11 000 hombres.
- 1992: en Pakistán y el norte de la India, las tormentas monzónicas causan la muerte de 2000 personas.
- 1992: el huracán Iniki, uno de los más dañinos huracanes en la historia actual de Estados Unidos, devasta la isla de Hawái, especialmente las islas de Kauai y Oaju.
- 1992: en Perú el Gobierno de Alberto Fujimori, captura al terrorista Abimael Guzmán.
- 1997: Escocia vota para restablecer su propio Parlamento, después de 290 años de unión con Inglaterra en el 700.º aniversario de la Batalla de Stirling Bridge, por la influencia nacionalista de la película Braveheart del actor y director estadounidense Mel Gibson.
- 1998: Ceremonia de apertura de los Juegos de la Mancomunidad en Kuala Lumpur, Malasia. Malasia es el primer país asiático que alberga los juegos.
- 1999: la tenista Serena Williams, a 2 semanas de su cumpleaños 18, gana su primer torneo del Grand Slam, el US Open, siendo la primera mujer afrodescendiente en ganar un Grand Slam desde Althea Gibson en 1958.
- 2001: la Asamblea de la OEA aprueba la Carta Democrática Interamericana.
- 2001: en los Estados Unidos suceden los atentados del 11 de septiembre de 2001 en las Torres Gemelas (en Nueva York), a El Pentágono (en Washington) y a un avión (en Shanksville, Pensilvania), dejando 3016 muertos.
- 2001: La banda de Thrash metal, Slayer, lanza su polémico álbum titulado God Hates Us All.
- 2003: el Protocolo de Cartagena de Bioseguridad se pone en marcha.
- 2003: Se lanza la plataforma de juegos Steam, hecha por Valve Corporation.
- 2004: cerca del Monte Athos (Grecia), el patriarca Petros VII y sus acompañantes mueren en un accidente de helicóptero aún sin explicar.
- 2005: el Estado de Israel declara oficialmente su intención de dejar el disputado territorio de la Franja de Gaza después de 38 años de ocupación.
- 2007 Se estrena el Álbum de The Psycho Realm junto al productor de Cypress Hill conocido como DJ Muggs el álbum de (The leyend of The mask and The asassin) en donde participa Sick Jacken rapero chicano junto con Cynic,Éxitos como "El Barrio” están en este álbum.
- 2007: eclipse parcial de sol, visto desde la Antártida, Argentina, Chile y Perú.
- 2008: en Porvenir (departamento de Pando, Bolivia) se lleva a cabo la masacre de Porvenir, con 18 campesinos muertos y 30 desaparecidos.
- 2008: la empresa española Telefónica anuncia su decisión de lanzar una OPA por 55,1 % de Telefónica Chile por unos 985 millones de dólares estadounidenses.
- 2011: en Guatemala se realiza la primera vuelta de las elecciones generales.
- 2011: sale a la venta el sencillo de One Direction What Makes You Beautiful.
- 2012: Asalto al consulado estadounidense en Bengasi.
- 2016: en Madrid, España, el ciclista colombiano Nairo Quintana se proclama vencedor de la Vuelta a España.
- 2020: Se funda el portal de noticias "Las Tejas Online", convirtiéndose en el primer medio de comunicación de Las Tejas, Catamarca
- 2024: Charly García publica su 14° álbum de estudio como solista, La lógica del escorpión.
- 2024: en Ecuador se produce el asesinato de María Belén Bernal.

## Nacimientos
- 1182: Minamoto no Yoriie, shogun japonés (f. 1204).
- 1522: Ulisse Aldrovandi, naturalista italiano (f. 1605).
- 1524: Pierre de Ronsard, poeta francés (f. 1585 ).
- 1557: José de Calasanz, santo y presbítero católico español, fundador de las Escuelas Pias (f. 1648)
- 1611: Henri de la Tour d'Auvergne, mariscal francés (f. 1675).
- 1656: Ulrica Leonor de Dinamarca, reina sueca (f. 1693).
- 1684: Martín Martínez, médico y filósofo español (f. 1734).
- 1711: William Boyce, compositor británico (f. 1779).
- 1723: Johann Bernhard Basedow, reformador educacional alemán (f. 1790).
- 1762: Joanna Baillie, poeta y dramaturga escocesa (f. 1851).

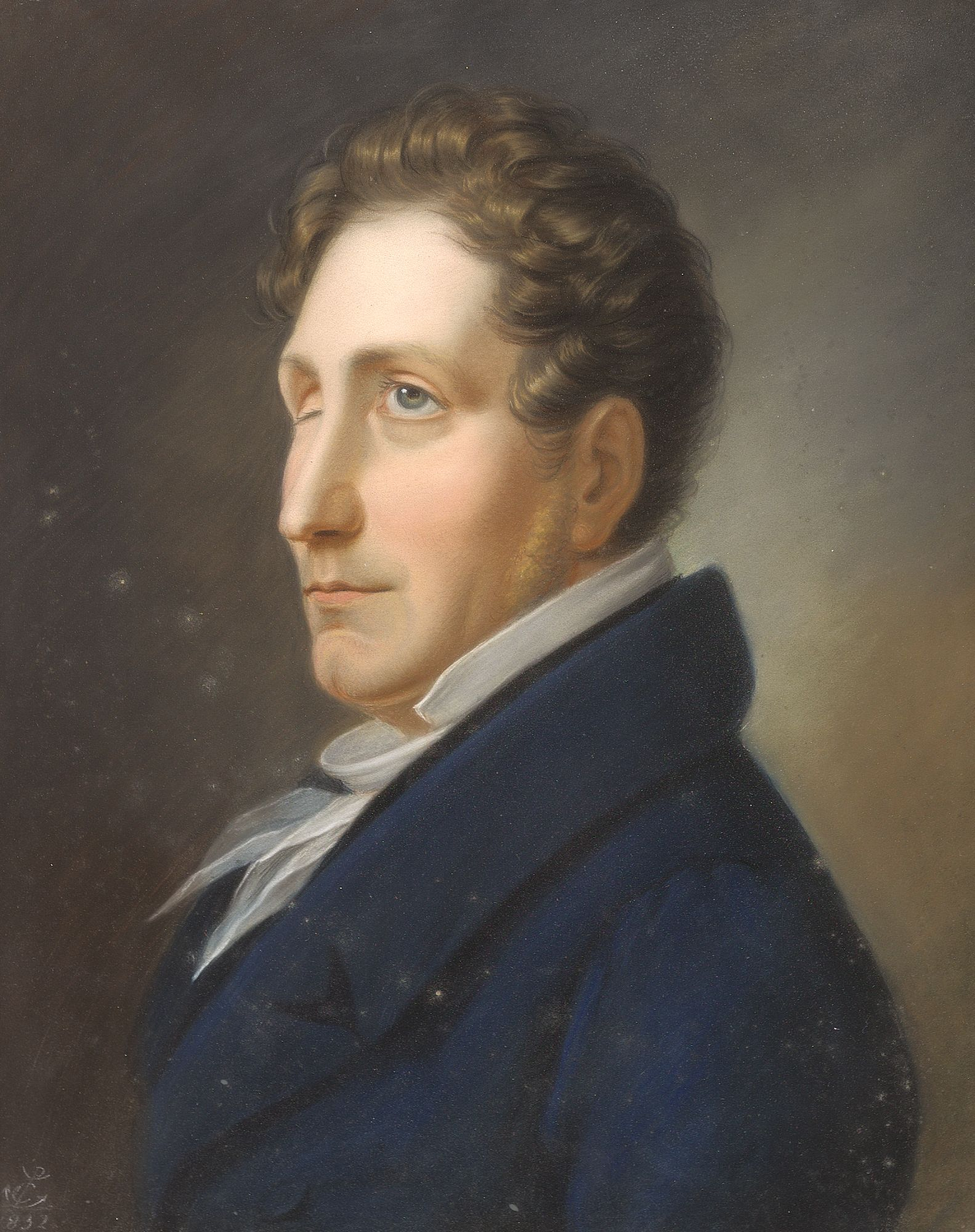
Friedrich Kuhlau

- 1786: Friedrich Kuhlau, compositor germano-danés (f. 1832).
- 1816: Carl Zeiss, fabricante alemán de lentes (f. 1888).
- 1819: Jacinto Mariano de Villegas, político argentino (f. 1896).
- 1825: Eduard Hanslick, crítico musical alemán (f. 1904).
- 1836: Fitz Hugh Ludlow, autor estadounidense (f. 1870).
- 1845: Émile Baudot, ingeniero de telegrafía francés (f. 1903).
- 1862: William Sydney Porter, "O. Henry", escritor estadounidense (f. 1910).
- 1867: Friedrich Boedeker, botánico y farmacéutico alemán (f. 1937).
- 1871: Hermenegildo Anglada Camarasa, pintor español (f. 1959).
- 1877: James Hopwood Jeans, astrónomo, matemático y físico británico (f. 1946).
- 1883: Asta Nielsen, actriz, nacida danesa (f. 1972).
- 1883: Francisco Santarini Tognoli, ingeniero aeronáutico italiano (f. 1954).
- 1883: Jacinto B. Treviño militar y político mexicano (f. 1971)
- 1885: D. H. Lawrence, novelista y poeta británico (f. 1930).
- 1892: Lucien Buysse, ciclista belga (f. 1980).
- 1894: Leonor Rinaldi, actriz argentina (f. 1977).
- 1901: Katri Vala, poetisa finlandesa (f. 1944).
- 1903: Theodor Adorno, filósofo y musicólogo alemán (f. 1969).
- 1904: Lyman B. Smith, botánico y curador del Gray Herbarium(f. 1997).
- 1904: José María Bueno Monreal, sacerdote español (f. 1987).
- 1907: Julio Pereira Larraín, abogado chileno (f. 1978).
- 1910: Manuel Mujica Lainez, escritor, crítico de arte, biógrafo y periodista argentino (f. 1984).
- 1911: Bola de Nieve (Ignacio Villa), cantautor y pianista cubano (f. 1971).
- 1911: Conchita Montenegro, modelo, bailarina y actriz española (f. 2007).
- 1912: Apa Sahib Pant, político, diplomático y escritor indio (f. 1992).
- 1913: Jacinto Convit, médico y científico venezolano (f. 2014).
- 1915: Raúl Alberto Lastiri, político y presidente argentino (f. 1978).
- 1917: Ferdinand Marcos, dictador filipino (f. 1989).
- 1917: Jessica Mitford, escritora británica (f. 1996).
- 1917: Carlos Puebla, cantautor cubano (f. 1989).
- 1918: César Mendoza Durán, militar chileno (f. 1996)
- 1918: Brian Vickery, químico estadounidense (f. 2009).
- 1924: Tom Landry, entrenador de fútbol estadounidense (f. 2000).
- 1924: Rudolf Vrba, profesor judío canadiense, sobreviviente del Holocausto (f. 2006).
- 1927: Carlos Molina, poeta y payador uruguayo (f. 1998).
- 1928: Myrtha Raia, pianista argentina asesinada por testificar contra la dictadura cívico-militar (f. 2013).
- 1929: David S. Broder, periodista estadounidense (f. 2011).
- 1929: Luis Camaleón García, beisbolista venezolano (f. 2014).
- 1929: Birgitta Trotzig, escritora sueca (f. 2011).
- 1931: Hans-Ulrich Wehler, historiador alemán (f. 2014).
- 1933: Alejandro Paternain, escritor uruguayo (f. 2004).
- 1935: Arvo Pärt, compositor estonio.
- 1935: Gherman Titov, astronauta ruso (f. 2000).
- 1937: Paola Ruffo, reina belga.
- 1937: Robert Crippen, astronauta estadounidense.

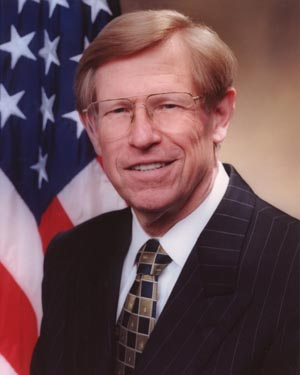
Theodore Olson Bevry

- 1940: Brian De Palma, cineasta estadounidense.
- 1940: Theodore Olson Bevry, abogado estadounidense (f. 2024).
- 1940: Morel Rodríguez Ávila, político y profesor venezolano, Gobernador de Nueva Esparta entre 1986-1988, 1990-1996, 2004-2012 y desde 2021.
- 1942: Eusebio Leal, historiador cubano.
- 1944: Everaldo, futbolista brasileño.
- 1944: Serge Haroche, físico francés.
- 1944: Javier Pérez Royo, jurista español.

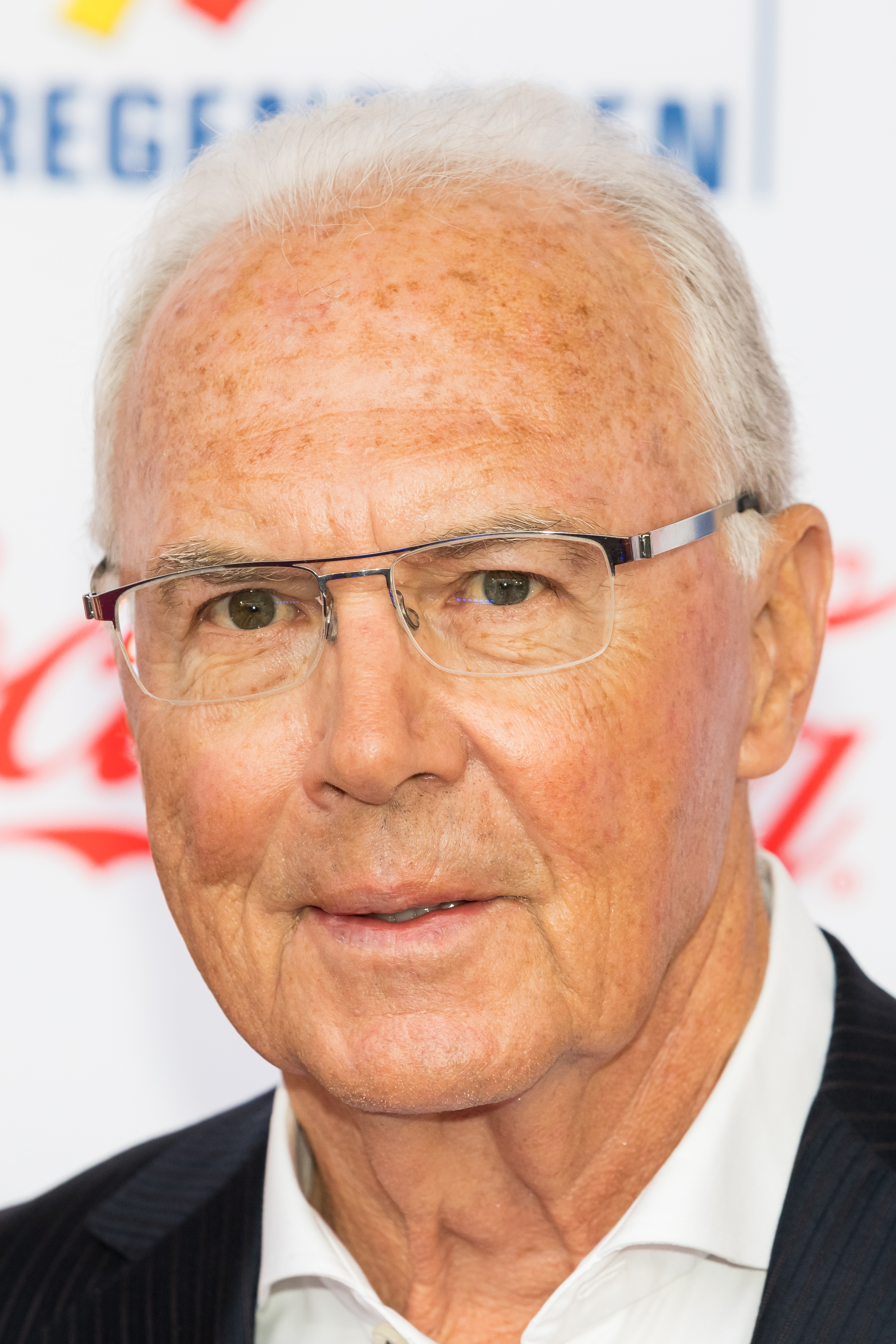
Franz Beckenbauer

- 1945: Franz Beckenbauer, futbolista alemán (f. 2024).
- 1945: Lidia Catalano, actriz argentina.
- 1945: Salo Pasik, actor argentino (f. 2016).
- 1948: John Martyn, músico británico (f. 2009).
- 1950: Barry Sheene, motociclista británico (f. 2003).
- 1950: María Novaro, cineasta mexicana.
- 1951: Hugo Porta, exjugador argentino de rugby.
- 1957: Miguel Ángel Martínez-González, catedrático de medicina, epidemiólogo, nutricionista español.
- 1958: Scott Patterson, actor estadounidense.
- 1960: Carlos Chávez Navarrete, cantante peruano (f. 1997).
- 1960: Hiroshi Amano, físico japonés, premio nobel de física en 2014.
- 1960: Ramón Vargas, tenor mexicano.
- 1961: Paul Washer, abogado, escritor y pastor bautista estadounidense.
- 1961: Virginia Madsen, actriz estadounidense.
- 1962: Julio Salinas, futbolista español.
- 1962: Jorge Aedo, animador chileno de radio y televisión.
- 1964: Victor Wooten, músico estadounidense.

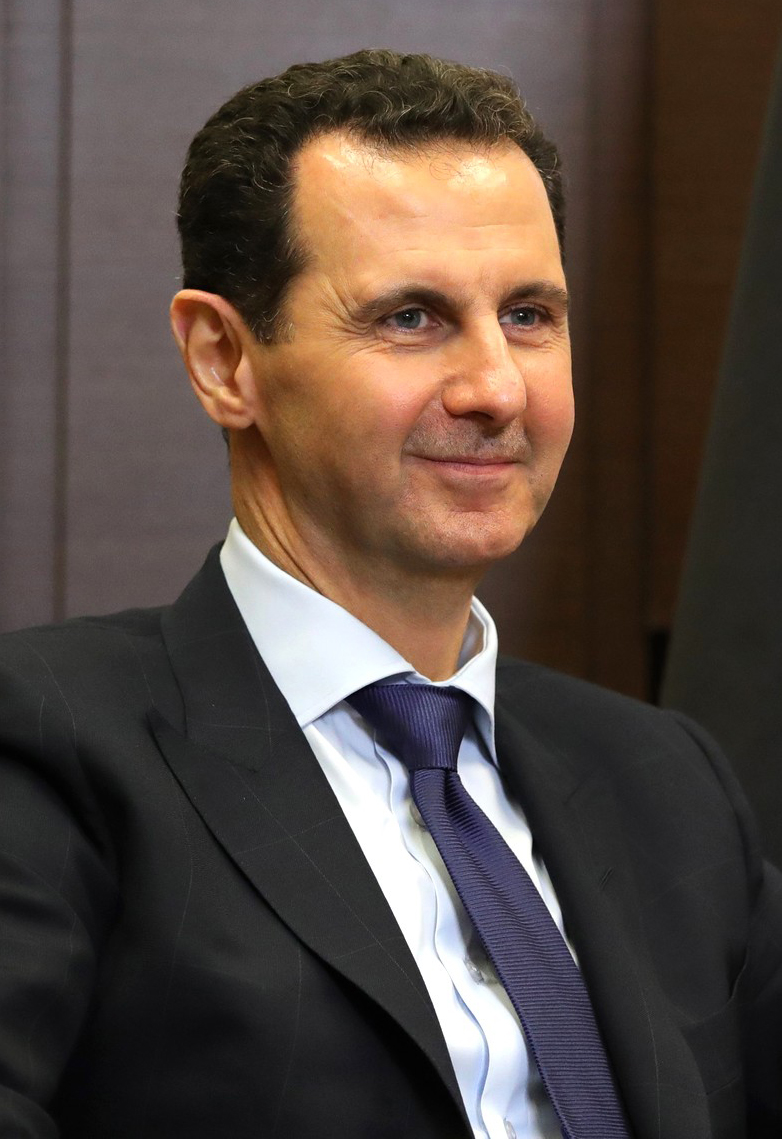
Bashar al-Ásad

- 1965: Moby (Richard Melville Hall), músico estadounidense.
- 1965: Fernando Gómez, futbolista español.
- 1965: Bashar al-Ásad, político sirio, presidente de Siria entre 2000 y 2024.
- 1967: Harry Connick, Jr., cantante estadounidense.
- 1967: Bibi Landó, presentadora de televisión paraguaya.
- 1968: Kay Hanley, músico estadounidense.
- 1968: Paul Mayeda Berges, guionista y director de cine estadounidense.
- 1970: Taraji P. Henson, actriz y cantante estadounidense.
- 1971: Richard Ashcroft, cantante británico, de la banda The Verve.
- 1971: Alessandra Rosaldo, cantante y actriz mexicana.
- 1974: Orlando Duque, es un clavadista colombiano.
- 1974: José Manuel Palacios Parra, político chileno.
- 1974: Dmitro Parfónov, futbolista ucraniano.

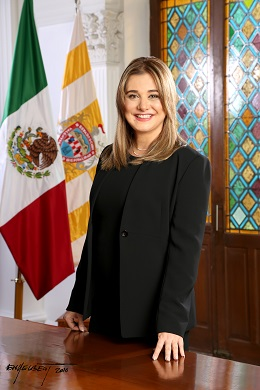
Maru Campos

- 1975: Maru Campos, política mexicana.
- 1976: Tomáš Enge, piloto de carreras checo.
- 1977: Ludacris (Christopher Brian Bridges), rapero estadounidense.
- 1977: Jon Buckland, guitarrista británico, de la banda Coldplay.
- 1978: Dejan Stanković, futbolista yugoslavo.
- 1979: Éric Abidal, futbolista francés.
- 1979: Andols Herrick, trompetista estadounidense, de la banda Chimaira.
- 1979: Ariana Richards, actriz y pintora profesional estadounidense.
- 1979: David Pizarro, futbolista chileno.
- 1979: Cameron Richardson, actriz y modelo estadounidense.
- 1979: Krunoslav Lovrek, futbolista croata.
- 1980: Antônio Pizzonia, piloto brasileño de Fórmula 1.
- 1980: David Bolzoni, cantante y compositor argentino.
- 1980: Willy Mckey, poeta venezolano (f. 2021).
- 1981: Luscious López, actriz pornográfica estadounidense.
- 1981: Andrea Dossena, futbolista italiano.
- 1981: Alejo Corral, rugbista uruguayo.
- 1981: Dylan Klebold, estudiante estadounidense, responsable de la masacre de Columbine (f. 1999).
- 1983: Ike Diogu, baloncestista estadounidense.
- 1984: Matías Catrileo, estudiante chileno (f. 2008).
- 1985: Shaun Livingston, baloncestista estadounidense.

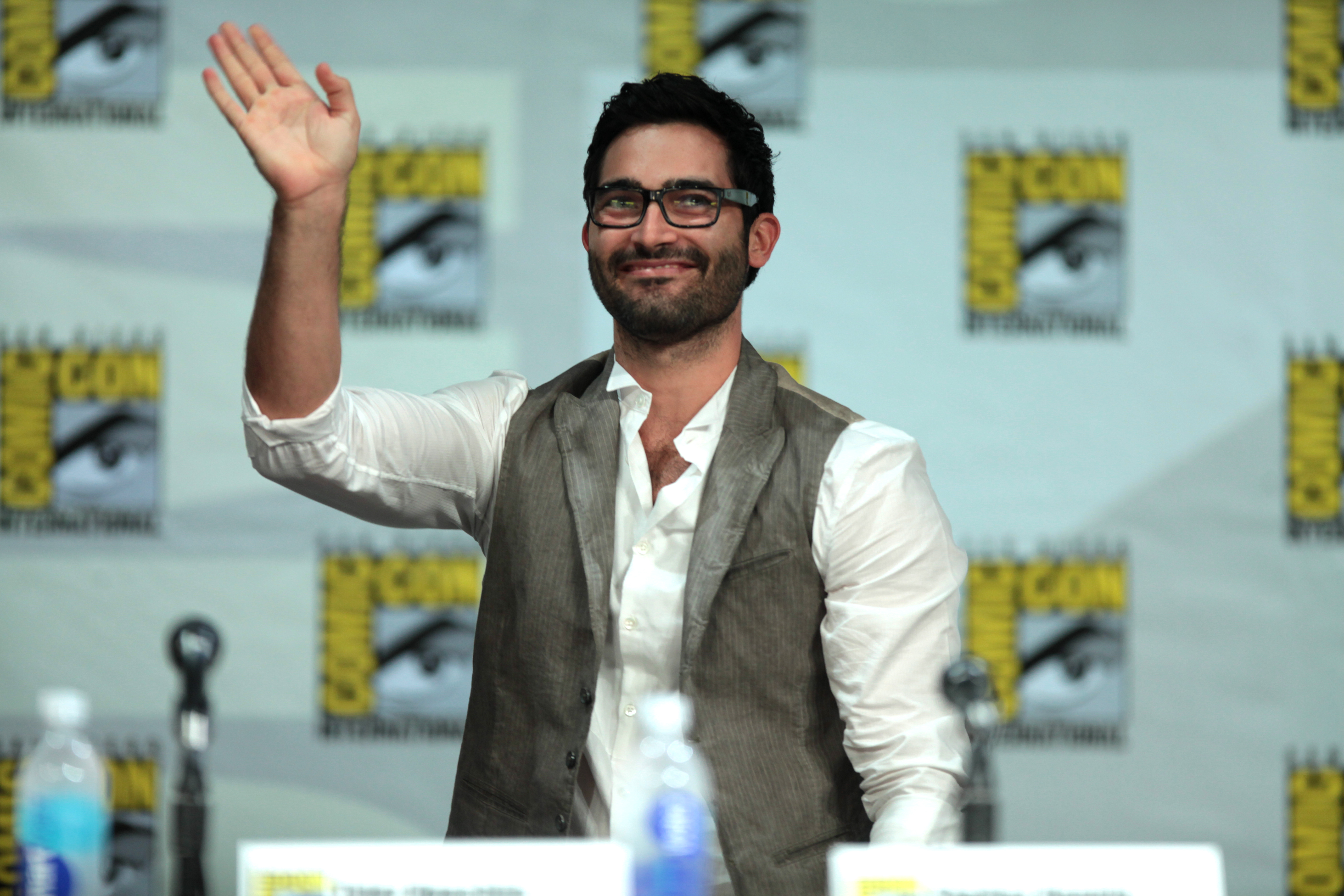
Tyler Hoechlin

- 1987: Tyler Hoechlin, actor y beisbolista estadounidense.
- 1990: Jorge Alejandro Castro, futbolista costarricense.
- 1991: Jordan Ayew, futbolista francoghanés.
- 1991: Asmir Suljić, futbolista bosnio.
- 1991: Kygo, DJ y productor noruego.
- 1992: Maria Gabriela de Faría, actriz, cantante y diseñadora de moda venezolana.
- 1994: Jordi el Niño Polla, actor pornográfico español.
- 1995: Astra Sharma, tenista profesional australiana.
- 1995: Brian Duarte, futbolista argentino.
- 1998: Brunella Torpoco, cantante peruana.
- 1999: Samantha Hudson, artista, cantante, celebridad de Internet y activista español.
- 2001: Mackenzie Aladjem, Ex-actriz estadounidense.

## Fallecimientos
- 1161: Melisenda de Jerusalén, reina de Jerusalén (n. 1105).
- 1372: Isabel de Francia, aristócrata francesa, duquesa de Milán (n. 1348).
- 1599: Beatrice Cenci, aristócrata italiana (n. 1577).
- 1677: James Harrington, político y filósofo británico (n. 1611).
- 1721: Rudolf Jakob Camerarius, físico y botánico alemán (n. 1665).
- 1733: François Couperin, compositor francés (n. 1668).
- 1760: Louis Godin, astrónomo y matemático francés (n. 1704).
- 1788: José, Príncipe de Brasil, heredero de la Corona portuguesa (n. 1761).
- 1808: José Celestino Mutis, astrónomo, matemático y botánico español (n. 1732).
- 1823: David Ricardo, economista británico (n. 1772).
- 1851: Sylvester Graham, nutricionista estadounidense (n. 1794).
- 1870: Eugenio Lucas Velázquez, pintor español (n. 1817).
- 1876: Concepción de Estevarena, poeta española  (n. 1854).
- 1888: Nataniel Aguirre, escritor boliviano (n. 1843).

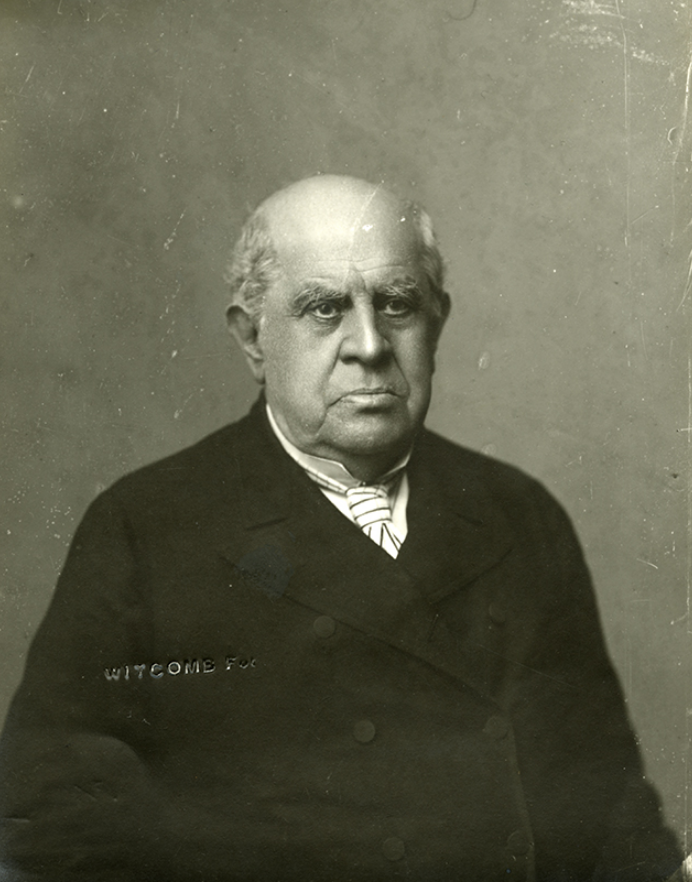
Domingo Faustino Sarmiento

- 1888: Domingo Faustino Sarmiento, militar, maestro y presidente argentino (n. 1811).
- 1915: William Cornelius Van Horne, ejecutivo ferrovial canadiense (n. 1843).
- 1917: Georges Guynemer, aviador francés (n. 1894).
- 1918: Joaquín Arcadio Pagaza, poeta mexicano (n. 1839).
- 1926: Policarpo Bonilla, presidente hondureño (n. 1858).
- 1931: Salvatore Maranzano, jefe mafioso (n. 1886).
- 1939: Konstantín Korovin, pintor ruso (n. 1861).
- 1941: Alipio Ponce Vásquez, policía peruano, Héroe de la Guardia Civil (n. 1906).
- 1942: Elena Kólesova, partisana soviética (n. 1920).
- 1948: Muhammad Ali Jinnah, abogado y político indio, fundador de Pakistán (n. 1876).
- 1949: Henri Rabaud, director de orquesta y compositor francés (n. 1873).
- 1950: Conde de Romanones, aristócrata español, presidente del Gobierno (n. 1863).

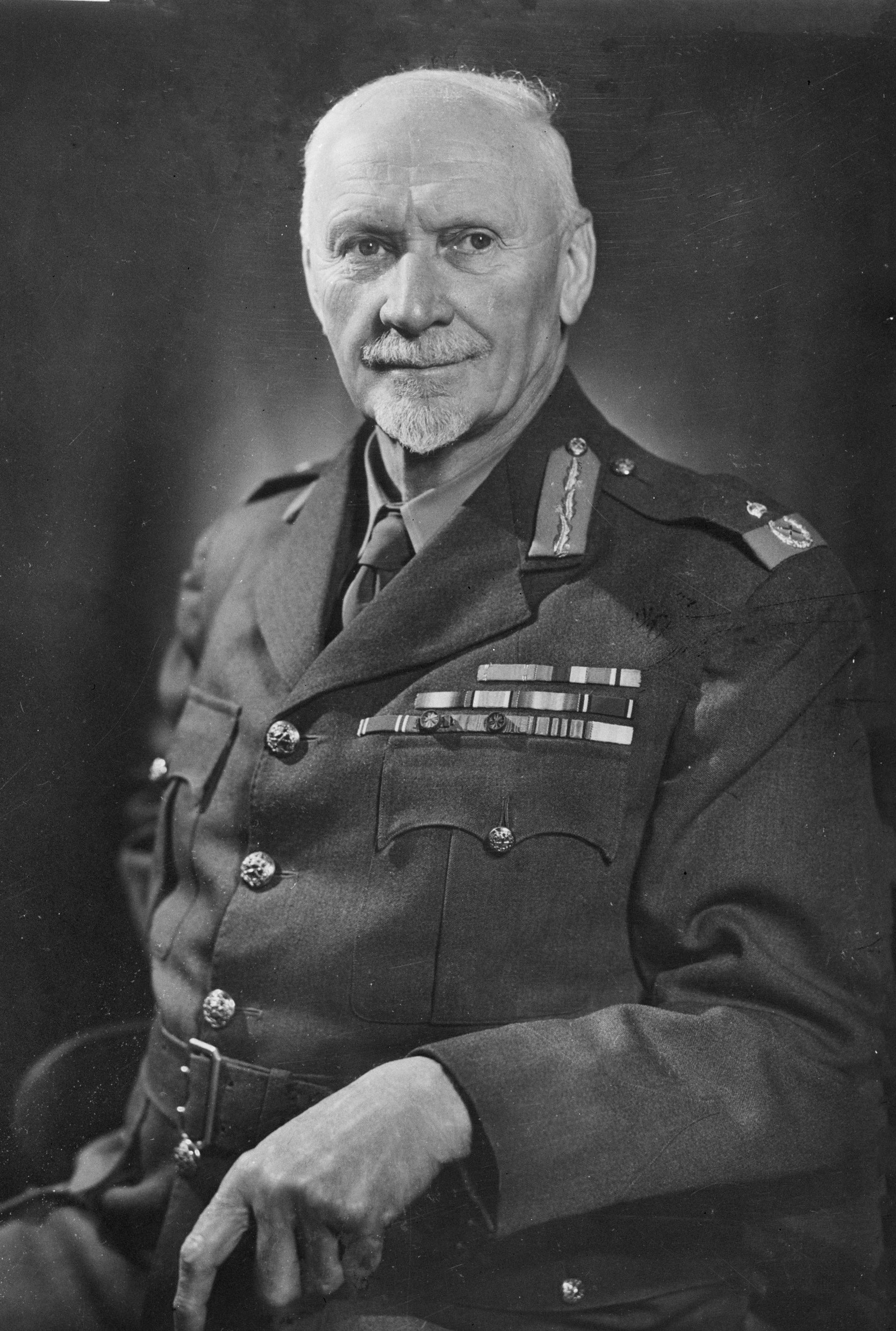
Jan Smuts

- 1950: Jan Smuts, militar y estadista sudafricano (n. 1870).
- 1955: Alfonso Cravioto, abogado, político, diplomático y escritor mexicano (n. 1884).
- 1955: Francisco Fiorentino, cantante argentino (n. 1905).
- 1956: Billy Bishop, piloto canadiense de la Primera Guerra Mundial (n. 1894).
- 1956: Norman L. Bowen, geólogo canadiense (n. 1887).
- 1965: Fernando Aguirre, actor español (n. 1882).
- 1971: Nikita Jrushchov, dirigente soviético (n. 1894).
- 1972: Max Fleischer, productor de cine y animador austriaco (n. 1883).
- 1973: Augusto Olivares, periodista chileno (n. 1930).

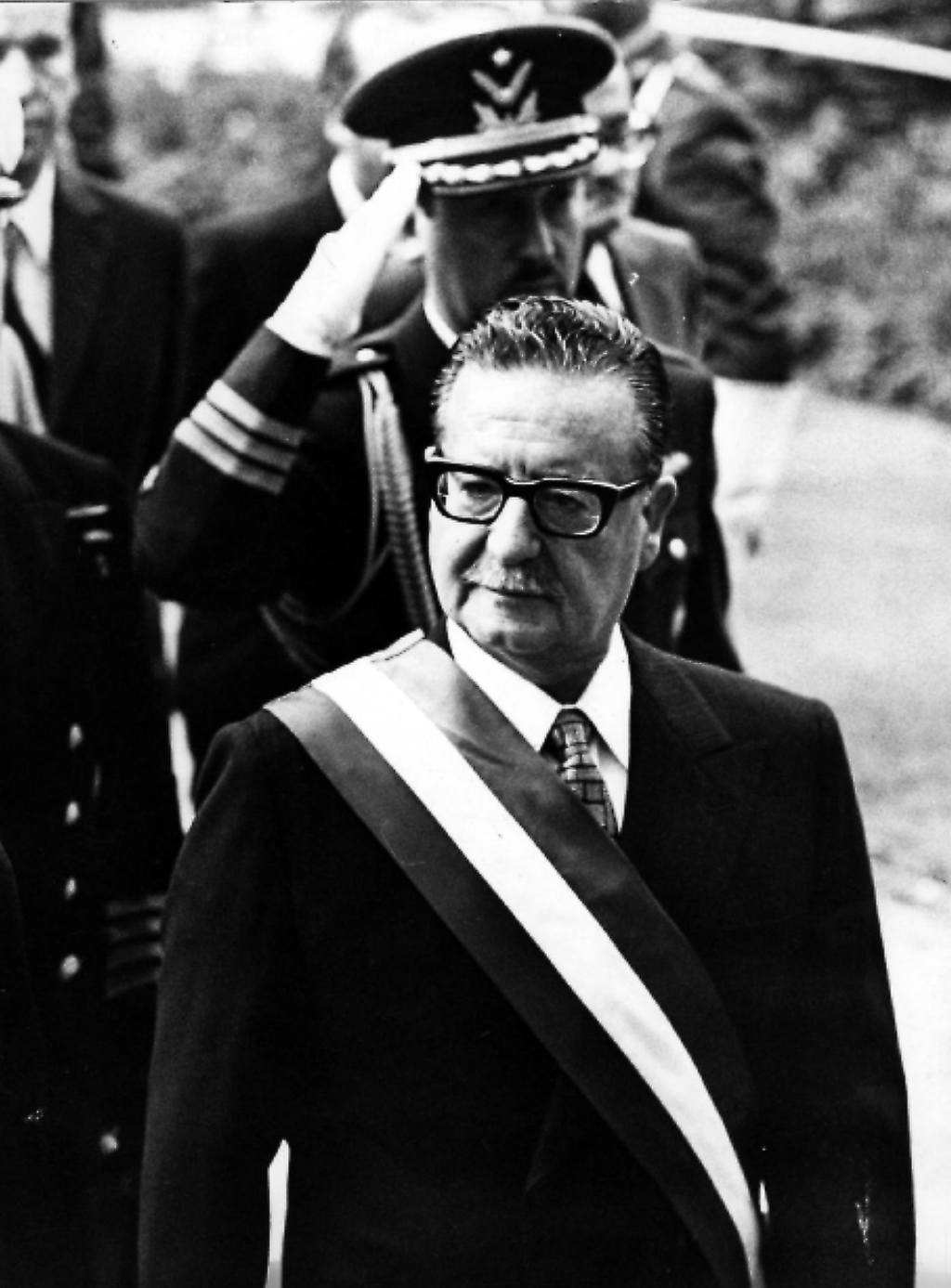
Salvador Allende

- 1973: Salvador Allende, político chileno, presidente de Chile entre 1970 y 1973 (n. 1908).
- 1975: Stepán Kalinin, militar soviético (n. 1890).
- 1978: Georgi Markov, disidente búlgaro (n. 1929).
- 1978: José Antonio Calcaño, compositor, arreglista, intérprete y músico venezolano (n. 1900).
- 1978: Janet Parker, fotógrafa médica y última persona en morir por viruela (n. 1938).
- 1978: Ronnie Peterson, piloto sueco de Fórmula 1 (n. 1944).
- 1982: Wifredo Lam, pintor surrealista cubano  (n. 1902).
- 1985: William Alwyn, compositor británico (n. 1905).
- 1986: Noel Streatfeild, escritora británica (n. 1895).
- 1987: Lorne Greene, actor canadiense (n. 1915).
- 1987: Peter Tosh, músico jamaicano, de la banda The Wailers (n. 1944).
- 1988: Roger Hargreaves, autor e ilustrador británico (n. 1953).
- 1990: Myrna Mack, antropóloga guatemalteca (n. 1949).
- 1993: Erich Leinsdorf, director musical austriaco (n. 1912).
- 1994: Jessica Tandy, actriz estadounidense (n. 1909).
- 1997: Fernando Ayala, cineasta argentino (n. 1920).
- 1998: Claudia López Benaiges, anarquista chilena (n. 1972).
- 1999: Gonzalo Rodríguez, piloto uruguayo de automovilismo (n 1971).

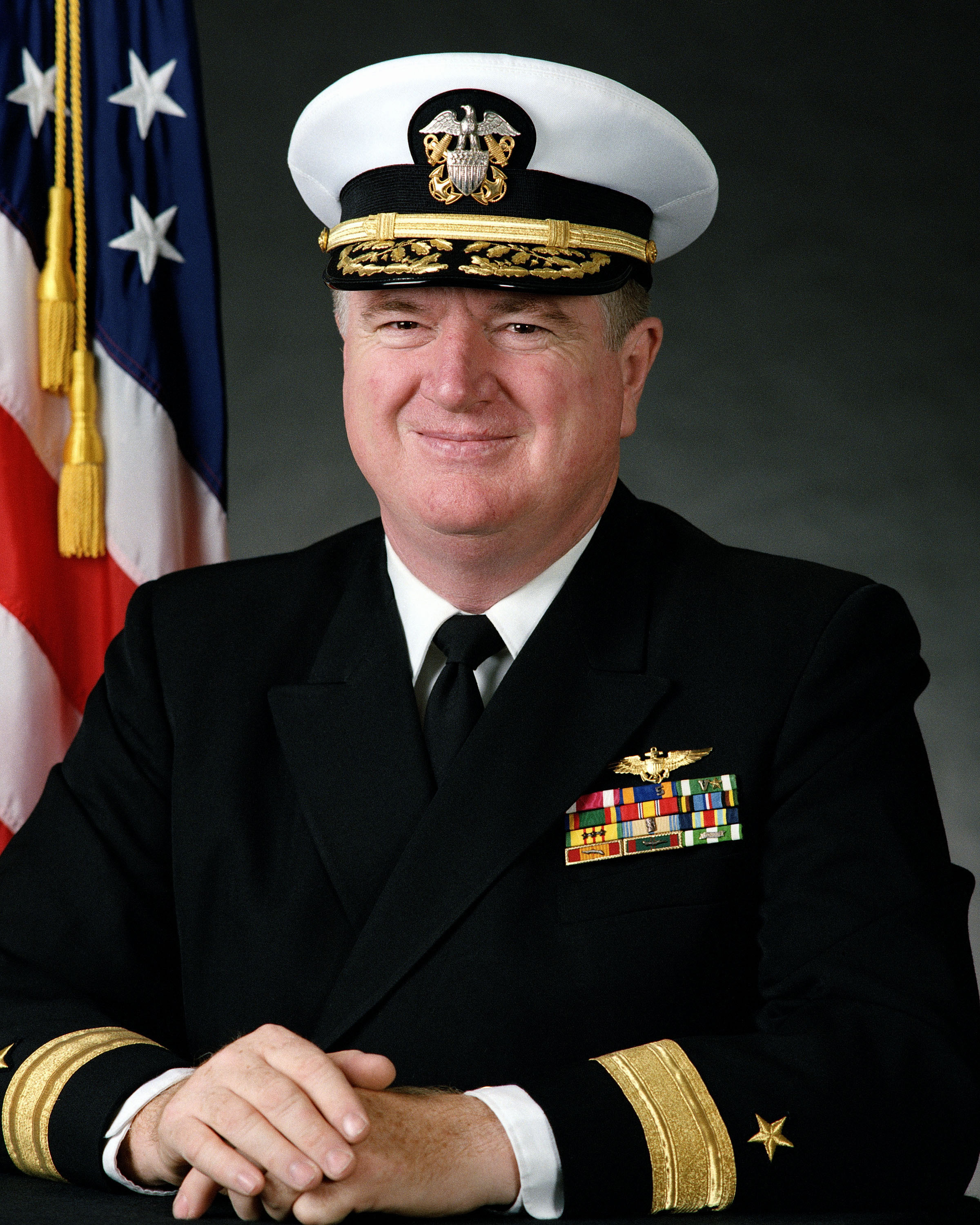
Wilson Flagg

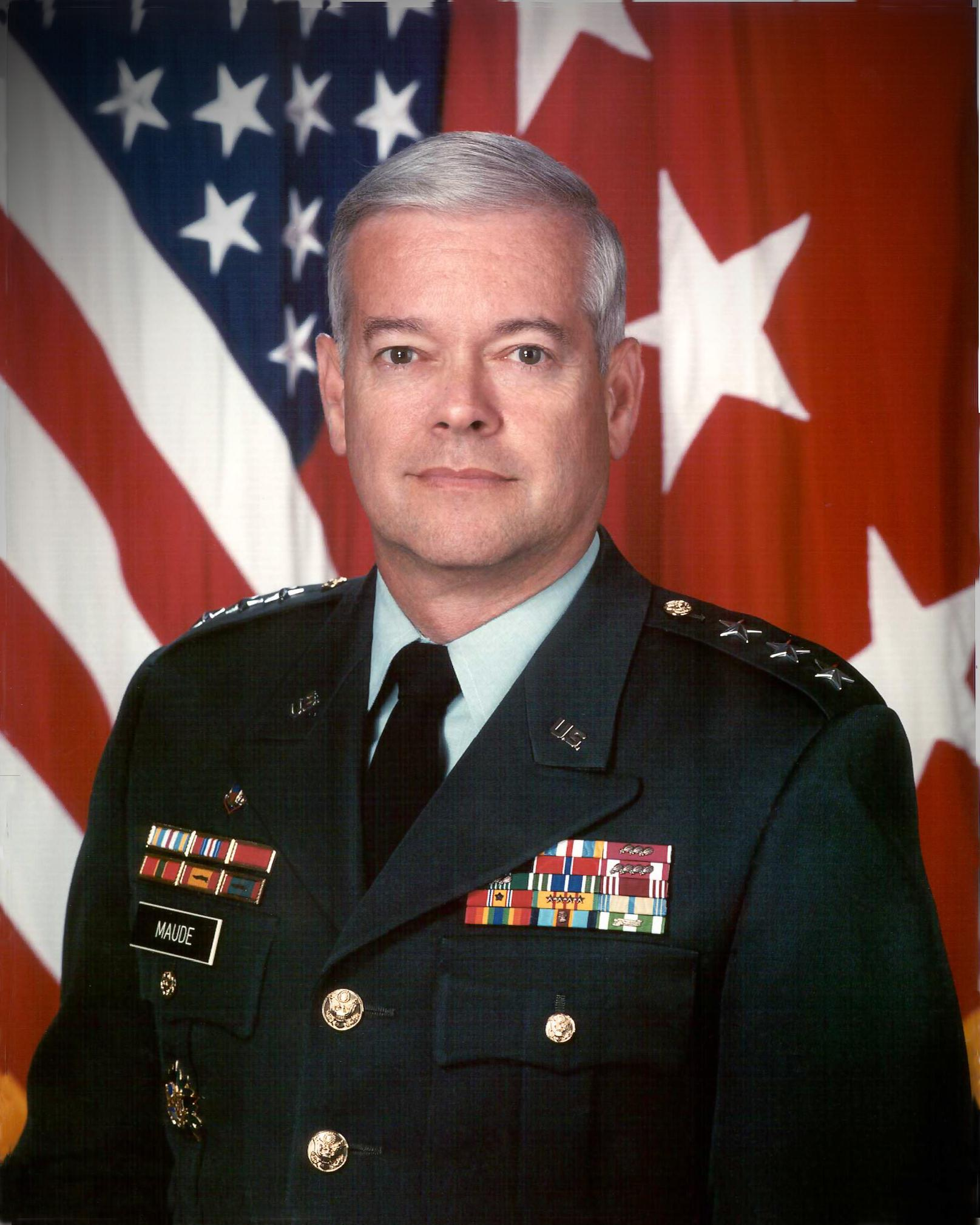
Timothy Maude

- 2001: Víctimas de los atentados del 11S.
  - John P. O'Neill, agente especial estadounidense (n. 1952).
  - Charles Burlingame, aviador estadounidense (n. 1949).
  - Rick Rescorla, militar estadounidense (n. 1939).
  - Dominick Pezzulo, policía estadounidense (n. 1965).
  - Orio Palmer, jefe de batallón de Nueva York (n. 1956)
  - John Ogonowski, aviador estadounidense (n. 1949).
  - Timothy Maude, militar estadounidense (n. 1947).
  - Wilson Flagg, militar estadounidense (n. 1938).
  - William M. Feehan, bombero y militar estadounidense (n. 1929).
  - Mychal F. Judge, sacerdote católico estadounidense (n. 1933).
  - William E. Caswell, físico estadounidense (n. 1947).
  - Barbara Olson, reportera estadounidense (n. 1955).
  - Billy Burke, bombero estadounidense (n. 1955).
  - LeRoy Homer, Jr., oficial estadounidense (n. 1965).
  - Amy Sweeney, azafata estadounidense (n. 1965).
  - Keith A. Glascoe, actor y bombero estadounidense (n. 1962).

- 2001: Atacantes suicidas del 11S.

Saeed al-Ghamdi

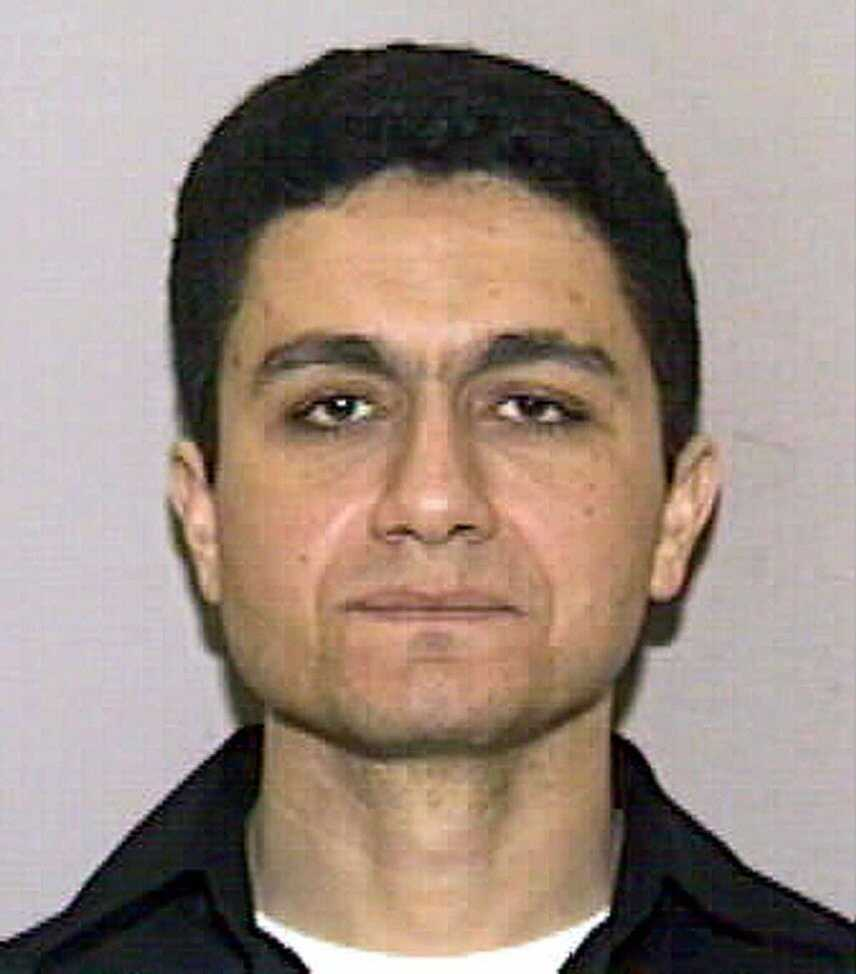
Mohamed Atta

  - Mohamed Atta, terrorista egipcio (n. 1968).
  - Waleed al-Shehri, terrorista saudí (n. 1978).
  - Wail al-Shehri, terrorista saudí (n. 1973).
  - Abdulaziz al-Omari, terrorista saudí (n. 1979).
  - Satam al-Suqami, terrorista saudí (n. 1976).
  - Marwan al-Shehhi, terrorista emiratí (n. 1978).
  - Fayez Banihammad, terrorista emiratí (n. 1977).
  - Mohand al-Shehri, terrorista saudí (n. 1979).
  - Hamza al-Ghamdi, terrorista saudí (n. 1980).
  - Ahmed al-Ghamdi, terrorista saudí (n. 1979).
  - Hani Hanjour, terrorista saudí (n. 1972).
  - Khalid al-Mihdhar, terrorista saudí, (n. 1975).
  - Majed Moqed, terrorista saudí (n. 1977).
  - Nawaf al-Hazmi, terrorista saudí (n. 1976).
  - Salem al-Hazmi, terrorista saudí (n. 1981).
  - Ziad Jarrah, terrorista libanés (n. 1975).
  - Ahmed al-Haznawi, terrorista saudí (n. 1980).
  - Ahmed al-Nami, terrorista saudí (n. 1977).
  - Saeed al-Ghamdi, terrorista saudí (n. 1979).
- 2002: Kim Hunter, actriz estadounidense (n. 1922).
- 2002: Roberto Vidal Bolaño, escritor y actor de teatro español (n. 1950).

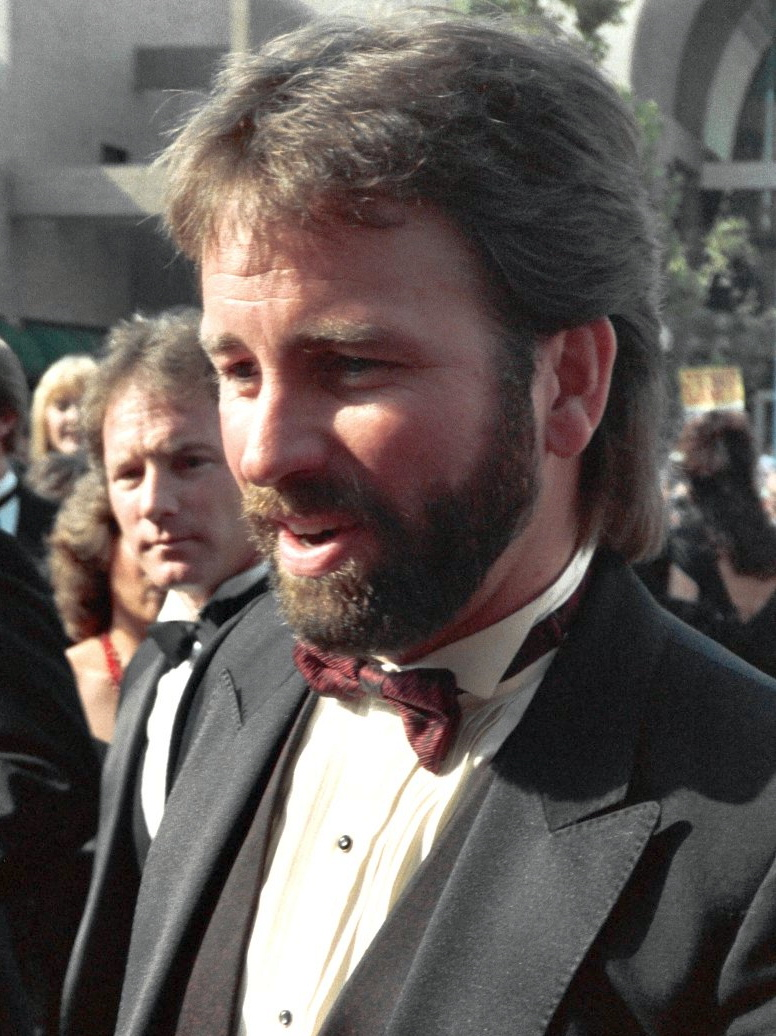
John Ritter

- 2003: John Ritter, actor estadounidense (n. 1948).
- 2003: Julio César Castro, escritor y humorista uruguayo (n. 1928).
- 2005: Francisco Lacueva, teólogo evangélico español (n. 1911).
- 2008: Nikolái Kuznetsov, militar soviético, Héroe de la Unión Soviética (n. 1922).
- 2009: Juan Almeida Bosque, militar, revolucionario y compositor cubano (n. 1927).
- 2009: José Pedro Barrán, escritor e historiador uruguayo (n. 1934).
- 2010: Bärbel Bohley,  artista y activista alemana (n.1945).
- 2010: Kevin McCarthy, actor de teatro, cine y televisión estadounidense (n. 1914).
- 2011: Andy Whitfield, actor galés (n. 1972).
- 2012: Sergio Livingstone, arquero y comentarista deportivo chileno (n. 1920).
- 2014: Joachim Fuchsberger, actor y locutor alemán (n. 1927).
- 2015: Marcelo Moren Brito, militar chileno (n. 1935).

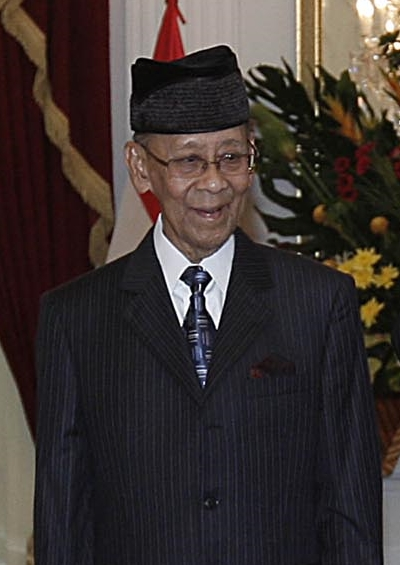
Abdul Halim

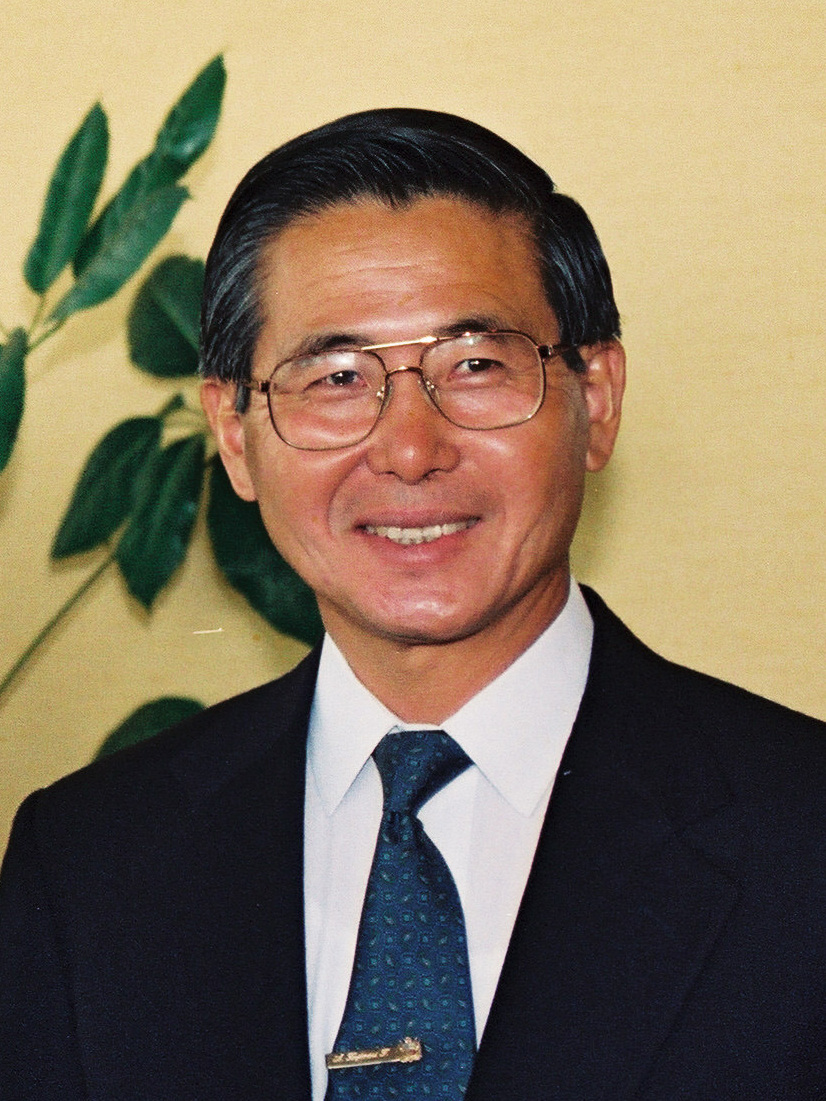
Alberto Fujimori

- 2017: Abdul Halim, sultán malayo, rey de Malasia entre 1970-1975 y 2011-2016 (n. 1927).
- 2017: James Patrick Donleavy, escritor, novelista y dramaturgo irlandés (n. 1926).
- 2019: Jusuf Habibie, militar, ingeniero aeronáutico y político indonesio, presidente de Indonesia entre 1998 y 1999 (n. 1936).
- 2020: Roger Carel, actor y doblajista francés (n. 1927).
- 2021: Abimael Guzmán, profesor de filosofía y terrorista peruano (n. 1934).
- 2022: Alain Tanner, director de cine suizo (n. 1929).
- 2022: María Belén Bernal, mujer ecuatoriana desaparecida que fue encontrada muerta diez días después (n. 1988).
- 2023: Benito Castro, actor y comediante mexicano (n. 1946).
- 2023: Juan Carlos Harriott, jugador de polo argentino (n. 1936).
- 2024: Alberto Fujimori, ingeniero y político peruano, presidente del Perú entre 1990 y 2000 (n. 1938).
- 2024: Chad McQueen, actor, artista marcial y piloto de automovilismo estadounidense (n. 1960).

## Celebraciones
- Día Panamericano del Maestro. Con esta fecha se pretende homenajear a maestros y profesores, y en algunas escuelas se organizan festivales. En el caso de América, la Conferencia Interamericana de Educación (celebrada en Panamá en 1947) recomendó celebrar el Día Panamericano del Maestro el 11 de septiembre. Esta fecha fue escogida porque es el día del fallecimiento del educador y presidente argentino Domingo Faustino Sarmiento (en 1888). Durante años después, pedagogos de América Latina consideraron que esa fecha era la más oportuna para homenajear a todos los maestros hispanoamericanos.
- Observancias relacionadas con los atentados del 11 de septiembre de 2001 en los  Estados Unidos (hace ya 23 años, 10 meses y 18 días).

 Por países
(Por orden alfabético)
- Argentina:
  - Día del Maestro.[6]En recordación al fallecimiento de Domingo Faustino Sarmiento el 11 de septiembre de 1888 en Asunción (hace ya 136 años, 10 meses y 18 días). Lo acompañaron en sus últimos momentos su hija Faustina y dos de sus nietos, María Luisa y Julio.[7]La casa donde murió fue donada por el Paraguay a la Argentina en 1925. En la actualidad se conserva como lugar histórico.
  - Día del Cliente.[8]

- Colombia:
  - Día Nacional de la Biodiversidad.

- Ecuador
  - Día Nacional de la República.

- España:
  - Día de Cataluña.

- Estados Unidos:
  - Día de los Patriotas (en inglés: Patriots Day). En memoria de los casi 3 mil muertos en los atentados del 11 de septiembre de 2001. Se realizan actos de recuerdo de las víctimas, como banderas a media asta, minutos de silencio, exposiciones, conciertos. Y también se exalta el patriotismo de Estados Unidos.
  - Día Nacional de Servicio y Remembranza.
  - Día del Número de Emergencia.

- Pakistán:
  - Aniversario del fallecimiento de Quaid-e-Azam Muhammad Ali Jinnah, el 11 de septiembre de 1948 (hace ya 76 años, 10 meses y 18 días). Fue un abogado y político musulmán, fundador de Pakistán. Se le conoce como Baba-e-Qaum (‘padre de la nación’).

- Perú:
  - Día del Contador Público.[9]

- Rusia:
  - Día de la Batalla de Tendra. Victoria naval sobre Turquía en 1790.

### Santoral católico

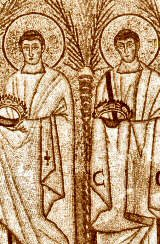
Proto y Jacinto son una pareja de mártires cristianos del.

- Santos Proto y Jacinto de Roma, mártires (s. III).
- Santos Félix y Régula de Turico, mártires.
- San Pafnucio de Egipto, obispo (s. IV).
- San Paciente de Lyon, obispo (480).
- San Sacerdote de Lyon, obispo (552).
- San Daniel de Bangor, obispo y abad (584).
- San Adelfio de Remiremont, abad (670).
- San Leudino o Bodón de Toul, obispo (680).
- San Elías Espeleota de Aulón (960).
- Beatos Gaspar Koteda, Francisco Takeya y Pedro Shichiemon, mártires (1622).
- Beato Buenaventura de Barcelona (1648).
- Beato Francisco Mayaudon, presbítero y mártir (1794).
- San Juan Gabriel Perboyre, presbítero y mártir (1840).
- Beato Pedro de Alcántara Villanueva Larráyez, mártir (1936).
- Beato José María Segura Penadés, presbítero y mártir (1936).

 Por países
(Por orden alfabético)
- Venezuela:
  - Nuestra Señora de Coromoto, patrona de Venezuela.